# وتسا دوییو
وتسا دوییو (به ایتالیایی: Vezza d'Oglio) یک کومونه در ایتالیا است که در استان برشا واقع شده‌است. وتسا دوییو ۵۴٫۰۵ کیلومتر مربع مساحت و ۱٬۴۵۲ نفر جمعیت دارد و ۱٬۰۸۰ متر بالاتر از سطح دریا واقع شده‌است.